# Привіт, бувай і все, що між ними
«Привіт, бувай і все, що між ними» (англ. Hello, Goodbye, and Everything in Between)  — американський романтичний драматичний фільм 2022 року, режисерський дебют Майкла Льюена за сценарієм Емі Рід та Бена Йорка Джонса, заснованим на однойменному романі Дженніфер Е. Сміт. У головних ролях Джордан Фішер, Талія Райдер, Айо Едебірі та Ніко Хіраґа. Фільм вийшов 6 липня 2022 року на Netflix.

## Сюжет
Клер, учениця старшої школи, нещодавно повернулася до містечка. Давня подруга Стелла вмовляє її відвідати вечірку на Гелловін. Там вона зустрічає Ейдена і між ними одразу виникає хімія. Клер та Ейден разом залишають вечірку та влаштовують спонтанне побачення. Переїжджаючи зі штату в штат після розлучення батьків, Клер ніколи не доводилося заводити багато друзів. Тому Клер вирішила зосередитися на навчанні та стати юристом, щоб допомагати людям. Ейден — її протилежність, його батьки — стабільні та досі одружені, обидва лікарі. Хоча він хоче бути професійним музикантом, вони воліють, щоб він став лікарем.

## У ролях
| Актор               | Роль    |
| ------------------- | ------- |
| Джордан Фішер       | Айдан   |
| Талія Райдер        | Клер    |
| Айо Едебірі         | Стелла  |
| Ніко Хірага         | Скотті  |
| Дженніфер Робертсон | Ненсі   |
| Єва Дей             | Райлі   |
| Джулія Бенсон       | Клаудія |
| Дейліас Блейк       | Рік     |
| Патрік Сабонгі      | Стів    |
| Сара Грей           | Колетт  |
| Джульєт Амара       | Тесс    |

## Виробництво
У вересні 2020 року до акторського складу фільму приєдналися Талія Райдер та Джордан Фішер, а Майкл Льюен дебютував як режисер за сценарієм Бена Йорка Джонса та Емі Рід, заснованим на однойменному романі Дженніфер Е. Сміт. Фішер виступив виконавчим продюсером. У жовтні 2020 року до акторського складу фільму приєдналися Айо Едебірі, Ніко Хірага, Дженніфер Робертсон, Патрік Сабонгі, Єва Дей, Джулія Бенсон, Даліас Блейк, Сара Грей та Джульєт Амара. Основні зйомки розпочалися в жовтні 2020 року.

## Сприйняття
На веб-сайті агрегатора рецензій Rotten Tomatoes 29% з 21 рецензії критиків є позитивними, із середнім рейтингом 4,9/10. На Metacritic фільм має середньозважену оцінку 54 зі 100 на основі 9 критиків, що вказує на «змішані або середні» відгуки.